# 弗羅納 (密蘇里州)
弗羅納（英語：Frohna）是位於美國密蘇里州佩里縣的城市。

## 人口
根據2020年美國人口普查的數據，弗羅納的面積為2.34平方千米，皆為陸地。當地共有人口245人，而人口密度為每平方千米105人。